# Hobbiville
Hobbiville (Hobbiton in inglese e nell'attuale traduzione Bompiani; Hobbitopoli nella traduzione Adelphi) è una cittadina di Arda, l'universo immaginario fantasy creato dallo scrittore inglese J. R. R. Tolkien. Si tratta di una delle più antiche della Contea, è posta a cavallo del torrente Acqua e comprende anche la collina coltivata a giardini e frutteti; i suoi abitanti sono Hobbit.

## Descrizione
Il villaggio è posto nel Decumano Ovest della Contea, tra Pietraforata sui Bianchi Poggi e Lungacque, nei pressi della Via Est: ai suoi margini è situata la Collina di Hobbiville - le cui pendici meridionali sono attraversate dal ruscello Urubai - attorno alla quale si snoda via Saccoforino, in cui abitavano Frodo e Bilbo (a Casa Baggins) e alcune famiglie più modeste come i Gamgee. Gli Hobbit di questo paese sono dediti generalmente all'agricoltura e all'artigianato, non utilizzano imbarcazioni, considerano strani i Bucklandesi e appartengono in parte al ramo dei Pelopiedi ed in parte al ramo dei Paloidi (come ad esempio gli esponenti locali della Famiglia Tuc).
Il villaggio è talmente piccolo da non possedere neanche un locale, i più vicini sono il Drago Verde e l'Edera ad oltre un miglio di cammino; vi è però un ufficio postale. Le tipiche abitazioni degli Hobbit sono chiamate smial, case scavate sotto le colline, anche se ad Hobbiville sono presenti anche abitazioni simili a quelle degli uomini, seppur solo di un piano e mai di più.
Prima della Guerra dell'Anello Hobbiville era un luogo pittoresco, con prati curati e belle caverne, ma al ritorno di Frodo tutto era cambiato: gli alberi erano stati tagliati, le siepi erano state divelte ed i campi erano spogli. In paese sorgeva una ciminiera enorme, nuove ed orrende case erano state costruite ed il mulino ricostruito più grande. La vecchia fattoria era diventata una fucina, il granaio una baraccopoli ed al posto di Via Saccoforino vi era una grande cava.
Perfino il giardino della festa del 111º compleanno di Bilbo ed il suo albero erano stati devastati. Tutto ciò a causa delle orde di Saruman che si erano addentrate sempre più nella Contea, schiavizzando gli hobbit e costruendo fabbriche per la realizzazione di armi per la guerra. Grazie però all'intervento di Merry e Pipino, accompagnati da Frodo e Sam, i servi di Saruman furono scacciati e dopo la sua morte, causata da Grìma, poco a poco Hobbiville venne riportata alla sua tranquilla e piacevole normalità. 

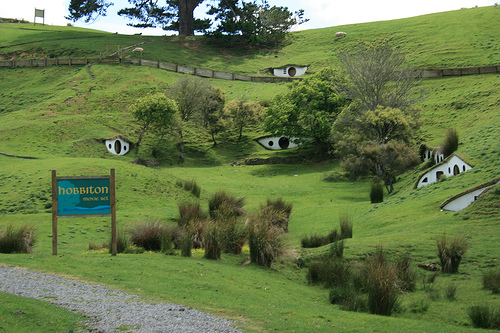